# Veines centrales du foie
Les veines centrales du foie (anciennement veines centrolobulaires) sont des veines appartenant au foie. Comme son nom l'indique, elles se situent au centre d'un lobule hépatique et reçoit le sang appauvri en provenance des capillaires sinusoïdes irriguant le lobule, issus des branches de la veine porte et de l'artère hépatique.
La veine centrolobulaire est à l'origine des veines sus-hépatiques.